# دائرة وزرة
دائرة وزرة  إحدى دوائر ولاية المدية الجزائرية . عاصمتها هي مدينة وزرة وتضم بلديات :
- وزرة
- الحمدانية
- بن شكاو
- تيزي المهدي